# Tradução arqueal
Tradução arqueal é o processo pelo qual RNA mensageiro é traduzido em proteínas em archaea.  Não se sabe muito sobre este assunto, mas ao nível das proteínas parece assemelhar-se a tradução eucariota.
A maioria dos fatores de iniciação, alongamento e terminação em archaea tem homólogos em eucariotos. Sequências de Shine-Dalgarno são encontrados apenas em uma minoria de genes para muitos filos, com muitos sem a coordenação de mRNAs provavelmente iniciado por escaneamento.  O processo de ABCE1 baseado no reciclo de ATPase também é compartilhado com eucariontes.
Sendo um procarionte sem núcleo, archaea realiza transcrição e tradução ao mesmo tempo, como as bactérias.